# Whistler Mountain Bike Park
Whistler Mountain Bike Park powstał w mieście Whistler (125 km na północ od Vancouver) w Kanadzie w 1998 roku. Park oferują atrakcje dla miłośników kolarstwa górskiego takich dyscyplin jak Downhill, Freeride, Slopestyle itp, odwiedza go każdego lata średnio 100 000 rowerzystów z całego świata.
Whistler Mountain Bike Park wykorzystuje kilka wyciągów krzesełkowych. W parku jest obecnie 50 tras o różnych stopniach trudności, które łącznie mają 200 km. Istnieją 4 poziomy trudności: amator, średnio zaawansowany, zaawansowany i ekspert. Na trasach zjazdowych można spotkać ciasne zakręty między drzewami, skały, korzenie, małe i duże chopy jak i kilkumetrowe uskoki.
Więcej informacji można zdobyć na oficjalnej stronie: whistlerbike.com